# Lijst van burgemeesters van Smilde
Dit is een lijst van burgemeesters van de voormalige Nederlandse gemeente Smilde in de provincie Drenthe. Op 1 januari 1998 ging Smilde op in de nieuwe gemeente Midden-Drenthe.
| Ambtsperiode | Naam burgemeester                           | Partij of stroming | Bijzonderheden                                                              |
| ------------ | ------------------------------------------- | ------------------ | --------------------------------------------------------------------------- |
| 1811 - 1812  | Michaël Schukking                           |                    |                                                                             |
| 1812 - 1825  | Lambertus Fledderus                         |                    |                                                                             |
| 1825 - 1854  | Coenraad Wolter Ellents Kymmell (1801-1865) |                    |                                                                             |
| 1854 - 1857  | Julius Vitringa de Wal                      |                    |                                                                             |
| 1858 - 1859  | Gerhard Wilhelm van Lemel (1826-1859)       |                    | eerder burgemeester van Peize                                               |
| 1859 - 1866  | Willem van Riesen                           |                    |                                                                             |
| 1867 - 1868  | Gerrit Jan Hillegondus Ebbinge Wubben       |                    | was burgemeesters van Grijpskerk                                            |
| 1868 - 1873  | A. de Ruyter de Wildt                       |                    |                                                                             |
| 1874 - 1876  | Lambert Wicher Ebbinge                      |                    |                                                                             |
| 1876 - 1888  | Willem Jan Boelken                          |                    |                                                                             |
| 1888 - 1892  | Marinus Adrianus Hoogerbrugge               |                    |                                                                             |
| 1892 - 1929  | Nicolaas Gerard Servatius                   |                    |                                                                             |
| 1929 - 1940  | Karel Gerrits                               | ARP                | was gemeentesecretaris van Ambt Hardenberg, werd burgemeester van Onstwedde |
| 1940 - 1941  | dr. Wiert Pauwel Berghuis                   | ARP                |                                                                             |
| 1942 - 1945  | Hindirk van Deemter                         | NSB                |                                                                             |
| 1945 - 1952  | dr. Wiert Pauwel Berghuis                   | ARP                | werd burgemeester van Kampen                                                |
| 1952 - 1960  | Hedzer Rijpstra                             | CHU                |                                                                             |
| 1960 - 1977  | Pieter de Noord                             | CHU                |                                                                             |
| 1977 - 1978  | Huub Franssen                               | PvdA               | waarnemend                                                                  |
| 1978 - 1987  | Jan Pastoor                                 | CHU / CDA          |                                                                             |
| 1988 - 1993  | Anton Aelberts                              | CDA                |                                                                             |
| 1993         | Hielke Nauta                                | CDA                | waarnemend                                                                  |
| 1993 - 1997  | Meia Lantinga                               | PvdA               | was wethouder van Hoogezand-Sappemeer, werd burgemeester van Menterwolde    |
| 1997         | Willemien Vroegindeweij                     | CDA                | waarnemend                                                                  |